# Anna Sokolová-Podpěrová
Anna Sokolová-Podpěrová, rodným jménem Anna Čiperová (5. února 1888 Plzeň – 29. ledna 1976 Terezín) byla česká spisovatelka a scenáristka.

## Život
Narodila se v Plzni. Její otec, Josef Čipera, byl profesorem matematiky a zemským poslancem ve Vídni.
Psala převážně knížky pro děti. Napsala také povídku Bláhový sen, která byla vybrána jako předloha pro stejnojmenný film v roce 1943. Režii filmu měl J. A. Holman. Ve filmu hráli mj. Nataša Gollová, Zdeňka Baldová, Jaroslav Marvan nebo Adina Mandlová. Její další filmová předloha, Neslavná sláva, byla sice v roce 1943 jednou z vítězných předloh v soutěži Českomoravského filmového ústředí na filmový námět, ale zfilmována pravděpodobně nebyla.
V roce 1948 byla signatářkou Provolání politických a kulturních pracovníků k československé veřejnosti ze 21. února 1948, apelujícího na politické struktury, aby byly zajištěny svobodné volby (mezi signatáře patřil například i Ferdinand Peroutka).

## Dílo
- Veselí přátelé Míši Kareše (1936)
- Dům na slunci (1940)
- Zasněžený dům (1942)
- Hronovské dělnictvo v budovatelském úsilí (příspěvek do sbírky Jiráskův Hronov, 1951)[6]
- Kamarádi (1968), recenze Miroslav Tmé[7]